# 哈特穆特·布里泽尼克
哈特穆特·布里泽尼克（德語：Hartmut Briesenick，1949年3月17日—2013年3月8日），德國铅球运动员，曾获得1972年慕尼黑奥运会铜牌。

## 生平
布里泽尼克最初曾是蛙泳运动员，后改练铅球，在1970年代取得优异成绩，1972年慕尼黑夏季奥运会季军，1971年和1974年欧洲田径锦标赛冠军，1970年、1971年、1973年和1974年东德全国冠军，先后共16次刷新欧洲记录，但从未破世界记录。
2013年3月8日逝世。